# SN 2007rz
SN 2007rz – supernowa typu Ic odkryta 8 grudnia 2007 roku w galaktyce NGC 1590. W momencie odkrycia miała maksymalną jasność 16,90m.